# Scherocumella malayensis
Scherocumella malayensis is een zeekommasoort uit de familie van de Nannastacidae. De wetenschappelijke naam van de soort is voor het eerst geldig gepubliceerd in 1997 door Petrescu.